# Eurygryllodes gorimuis
Eurygryllodes gorimuis är en insektsart som beskrevs av Otte, D. och R.D. Alexander 1983. Eurygryllodes gorimuis ingår i släktet Eurygryllodes och familjen syrsor. Inga underarter finns listade i Catalogue of Life.